# Christian Beidl
Christian Beidl (* 10. Oktober 1961 in Graz) ist ein österreichischer Maschinenbauingenieur.

## Leben
Nach seiner Schulausbildung in Steyr studierte Beidl ab 1980 an der Technischen Universität Graz Maschinenbau und arbeitete dort anschließend als wissenschaftlicher Mitarbeiter am Institut für Verbrennungskraftmaschinen und Thermodynamik. Er promovierte dort 1992 auf dem Gebiet der Motorakustik zum Dr. techn. Seit Oktober 2008 ist er Professor im Fachbereich Maschinenbau der Technischen Universität Darmstadt und dort Leiter des Instituts für Verbrennungskraftmaschinen und Fahrzeugantriebe.

## Veröffentlichungen (Auswahl)
- Christian Beidl et al.: Messtechnik und Simulation in der Motorenentwicklung, Renningen, 2005, ISBN 3816924697
- Christian Beidl et al.: Crossing the Chasm from creative methods to productive implementation, AVL Deutschland, 2015, ISBN 978-3-981697117
- Christian Beidl et al.: VPC - Simulation und Test 2016, ISBN 978-3-658167547
- Christian Beidl et al.: Internationaler Motorenkongress 2015, Springer Fachmedien Wiesbaden GmbH, 2015, ISBN 978-3-658088613
- Christian Beidl et al.: Internationaler Motorenkongress 2016, Springer Fachmedien Wiesbaden GmbH, 2016, ISBN 978-3-658129170
- Christian Beidl et al.: Internationaler Motorenkongress 2017, Springer Fachmedien Wiesbaden GmbH, 2017, ISBN 978-3-658171087